# Arrastra

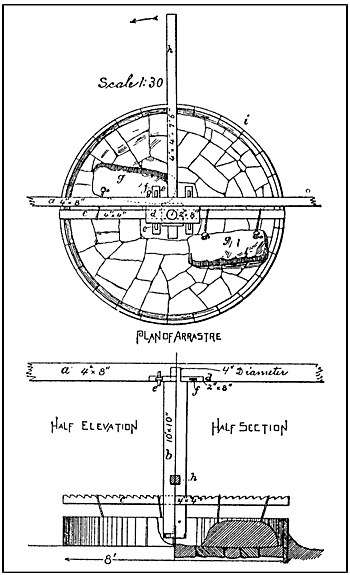
Construcción típica de una arrastra. De la revista Mining and Scientific Press 52 (1886): 237.

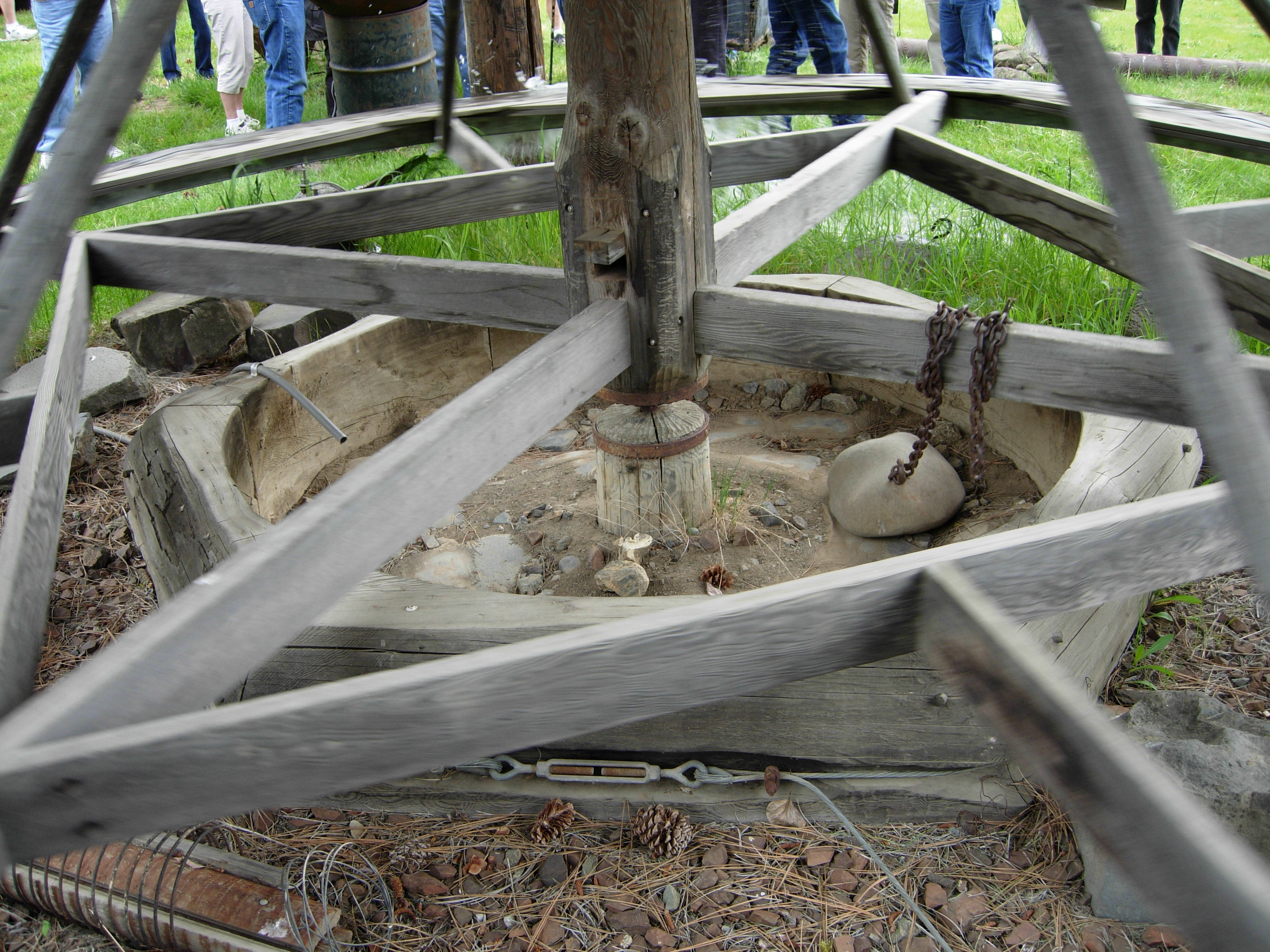
Demostración de una arrastra en Liberty, Washington, 2007.

Una arrastra (o arastra) es un molino primitivo utilizado para moler y pulverizar minerales de oro o plata. La forma más simple de arrastra consiste en dos o más piedras de fondo plano colocadas en un hoyo circular pavimentado con piedras planas, conectadas a un poste central por un brazo largo. Con la fuerza de un caballo, una mula o incluso un ser humano aplicada al otro extremo del brazo, se arrastran lentamente las piedras en círculo, triturando el mineral. Algunas arrastras estaban propulsadas por una rueda hidráulica, y más adelante se utilizaron motores de vapor o gasolina, e incluso electricidad.

## Historia
Las arrastras se utilizaron ampliamente en toda la región mediterránea desde la época fenicia. Los españoles introdujeron la arrastra en el Nuevo Mundo durante el siglo XVI. La palabra "arrastra" (derivada de arrastar), ha pasado del idioma español al inglés.
Eran un sistema adecuado para su uso en minas pequeñas o remotas, ya que podían construirse con materiales locales y requerirían poco capital de inversión.
El oro se recuperaba en muchos casos por amalgamación con mercurio añadido al mineral molido, tras lo que se seguía moliendo, se lavaban los finos, se agregaba más mineral y se repetía el proceso. Durante el lavado, la amalgama de oro se recuperaba cuidadosamente de los lugares bajos y las grietas del suelo de la arrastra. La amalgama se calentaba después en un horno de destilación para separar el oro del mercurio, que se reutilizaba de nuevo.
Para extraer la plata se utilizaba el método de patios (inventado en México en 1554), mediante el que se procesaba el mineral previamente molido en arrastras.